# 蛋舞
《蛋舞》是由荷兰艺术家彼得·阿尔岑创作的木板油画，现藏于阿姆斯特丹国家博物馆。博物馆于1839年从亚琛大学冯·舍佩勒的个人收藏中买下了它。画面描绘了复活节庆典前筹备蛋舞的场面。蛋舞是一种传统的复活节活动，鸡蛋会被放在地上，人们在鸡蛋间跳舞并尽可能少地破坏鸡蛋。